# Microrchestris melanogaster
Microrchestris melanogaster là một loài nhện trong họ Sparassidae.
Loài này thuộc chi Microrchestris. Microrchestris melanogaster được George Newbold Lawrence miêu tả năm 1962.